# Тройден I
Тройден І (пол. Trojden I; 1284/1286 — 13 березня 1341) — князь черський і сохачевський (1341). Представник роду Мазовецьких П'ястів. Другий син мазовецького князя Болеслава II та його першої дружини Гавдемунди-Софії, доньки великого литовського князя Тройдена. Брат Земовита II. Чоловік руської князівни Марії (бл. 1301), доньки короля Юрія Львовича.  З 1313 року також удільний князь Варшавський та Лівський, у 1336—1340 роках — регент у Плоцьку.

## Біографія
Близько 1301 року одружився із Марією, донькою руського короля Юрія з дому Романовичів, володіння якого межували із Черським князівством.
1323 року Юрій-Болеслав, син Марії та Тройдена, успадкував галицький престол.

## Сім'я
- Дружина: Марія (до 1293—1341), донька руського короля Юрія Львовича з дому Романовичів.
- Діти:

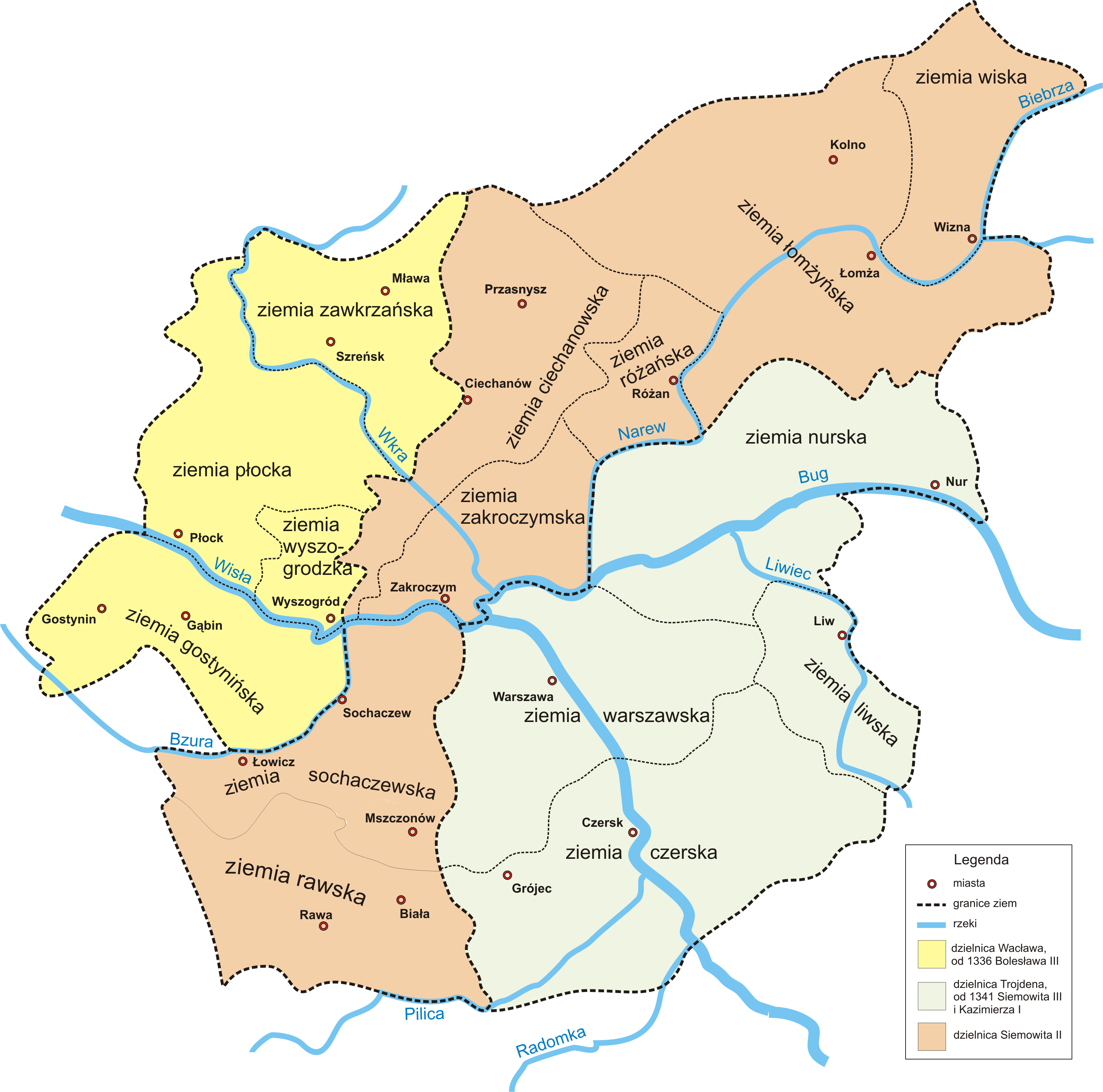
Удільні князівства Мазовецькі

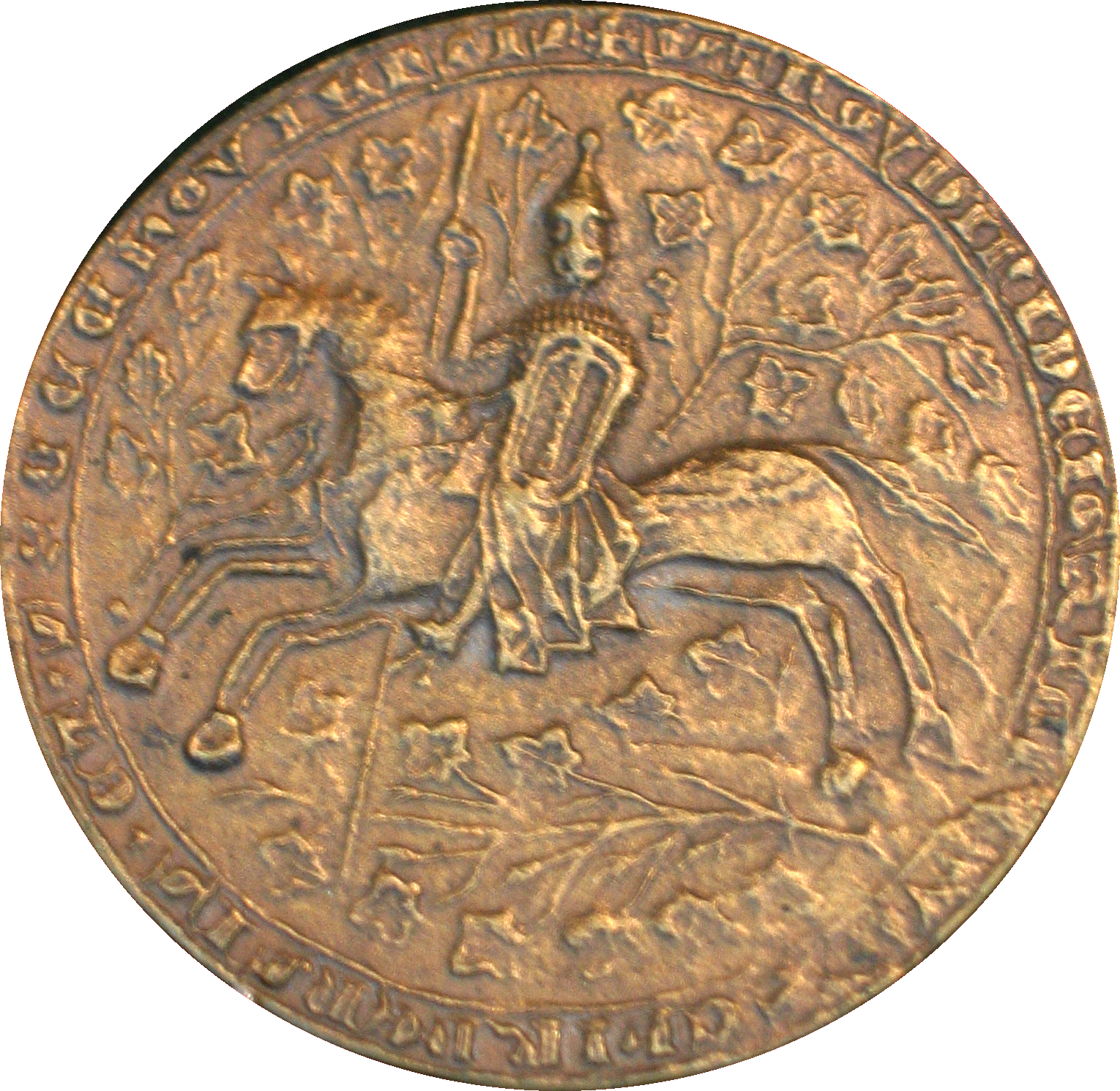
Печатка Тройдена І

  - Юрій II Болеслав (1310 — 21 березня 1340) — останній галицько-волинський князь (1325—1340)
  - Євфімія Мазовецька (1312 — 11 січня 1374), дружина Казимира I Цешинського.
  - Земовит III (1316/25 — 16 червня 1381), князь Варшавський і Мазовецький.
  - Казимир I Варшавський (1329/31 – 26 листопада/5 грудня 1355), князь Варшавський